# Zamarada angustimargo
Zamarada angustimargo är en fjärilsart som beskrevs av W. Warren 1901. Zamarada angustimargo ingår i släktet Zamarada och familjen mätare. Inga underarter finns listade i Catalogue of Life.